# Smithville (Missouri)
Smithville è un comune degli Stati Uniti d'America, situato nello Stato del Missouri, diviso tra la contea di Clay e la contea di Platte.